# Памятник труженикам тыла (Славянск-на-Кубани)
Памятник труженикам тыла — памятник в городе Славянск-на-Кубани Краснодарского края.
Монумент появился по просьбам жителей города. Строительство памятника в центре Славянска-на-Кубани началось в феврале 2009 года в сквере Памяти. Работы велись на благотворительные средства, перечисленные предприятиями, общественными объединениями и жителями района. Открытие памятника было приурочено ко Дню Победы и состоялось 1 мая 2009 года.
Монумент представляет собой пятиконечную звезду, установленную на монолитной плите из светло-коричневого гранита, которая, в свою очередь, находится на постаменте из тёмно-коричневого гранита. На звезде, выполненной также из тёмно-коричневого гранита, установлен барельеф ордена Трудового Красного Знамени — символа трудового подвига жителей во время Великой Отечественной войны. Надпись на одном из лучей звезды гласит: «ТРУЖЕНИКАМ ТЫЛА». На постаменте цифры «1941 − 1945». На обратной стороне пятиконечной звезды на каменном барельефе изображена женщина с маленькой девочкой в одной руке и серпом — в другой, на пшеничном поле, где трудятся женщины и старики. Площадка вокруг памятника выложена тротуарной плиткой, ночью он подсвечивается прожекторами.
В первоначальном проекте памятника на нём планировалось изобразить трехлинейная винтовку — символ оборонной промышленности и сноп золотой пшеницы — символ восстановленного после войны сельского хозяйства.